# Puhuisi
Puhuisi (kinesiska: 普会寺, 普会寺乡) är en socken i Kina. Den ligger i provinsen Henan, i den centrala delen av landet, omkring 230 kilometer söder om provinshuvudstaden Zhengzhou. Antalet invånare är 18 792. Befolkningen består av 10 103 kvinnor och 8 689 män. Barn under 15 år utgör 30 %, vuxna 15-64 år 57 %, och äldre över 65 år 12,0 %.
Genomsnittlig årsnederbörd är 1 142 millimeter. Den regnigaste månaden är augusti, med i genomsnitt 255 mm nederbörd, och den torraste är januari, med 17 mm nederbörd.